# Behaviorální modernita
Behaviorální modernita jsou projevy člověka, které ho odlišují od jeho druhových předků, například pohřeb, umění (jeskynní malířství, figurky Venuše). K přechodu k modernímu chování došlo zhruba před 50 000 lety. Tou dobou také vzrostla mobilita lidí. Přechod však nebyl způsoben nárůstem populace ani klimatickou změnou. Před 70 000 lety k tomu mohla napomoci schopnost ovládat rekurzivní jazyk. Existují nálezy starší než 70 000 let, které svědčí o modernitě v chování (např. v Blombosu), což svědčí o postupném přechodu a souvislosti s anatomicky moderním člověkem (o stáří až 200 000 let). Ovšem uvažuje se i o náhlé změně.

## Rozšíření
Člověk moderního typu pochází z Afriky a odkud se také rozšířil. Nové vlastnosti umožnily moderním lidem osídlit i místa oddělená mořem, jako je Austrálie (Austrálci) či Japonsko. Neandrtálec pak také pravděpodobně vymřel kvůli kulturní nadvládě moderního člověka, který přišel do Evropy.